# Haubica M1A1
Uzasadnienie: oba artykuły traktują o tym samym dziale
Haubica M1A1 kal. 75 mm powstała dla oddziałów górskich i specjalnych armii USA. Zaprojektowano ją jako lekkie działo. Była rozkładana w celu możliwości przenoszenia jej przez zwierzęta juczne. Haubice te mają krótką lufę, żeby zmniejszyć masę własną. Na początku prototypy posiadały drewniane koła, Jednak późniejsze modele otrzymały koła metalowe z oponami. nowe podwozie oznaczono jako M8. W celu zmniejszenia masy jeszcze bardziej, w łożu tylnym wycięto okrągłe otwory (tzw. perforowanie). Zrezygnowano z tarczy chroniącej obsługę, a lufa spoczywała w rynnie.
Działa te produkowano przez całą II wojnę światową w USA. Część haubic przekazano armią sojuszniczym (głównie Wielkiej Brytanii). Walczyła ona np. w Holandii w 1944 roku. Była wykorzystywana głównie w akcjach jako zrzucana na spadochronach i składana na ziemi.